# Funny Creatures Lane
Funny creatures lane è il secondo album ufficiale dei Jennifer Gentle, pubblicato nel 2002.

## Tracce
Testi e musica di Marco Fasolo, tranne Oui, c'est moi! di Nicola Crivellari
1. My Memories' Book
2. Locoweed
3. Wondermarsh
4. Mad House
5. Oui, c'est moi!
6. Floating Fraulein
7. Ectoplasmic Garden Party
8. The Stammering Ghost
9. Ultraviolet Lady Opera
10. Lord Hypnosis
11. Couple in Bed by a Green Flashing Light
12. The Wax-Dolls Parade

## Formazione
- Marco Fasolo - chitarra, voce, flauto
- Alessio Gastaldello - batteria e percussioni
- Isacco Maretto - chitarra e fisarmonica
- Nicola Crivellari - chitarra e basso

altri
- Alberto Cassutti - violino
- Eletta Giusto - violino
- Ester Giusto - violoncello

## Curiosità
La traccia Locoweed prende il nome da alcune specie di piante leguminose selvatiche, chiamate locoweed, che inducono una forma di tossicodipendenza animale detta locoismo.